# (41049) Van Citters
(41049) Van Citters is een planetoïde in de hoofdgordel.
De planetoïde werd op 9 november 1999 ontdekt door Charles W. Juels in Fountain Hills (Arizona).
De planetoïde is vernoemd naar de Amerikaanse astronoom G. Wayne Van Citters.